# Order Kamehamehy I
Order Kamehamehy I (ang. Order of Kamehameha I), niekiedy błędnie opisywany jako Order Kamehamehy V – drugie odznaczenie Królestwa Hawajów nadawane w latach 1865–1898.

## Historia
Order ustanowiony został 11 kwietnia 1865 przez króla Kamehamehę V na cześć jego pradziada Kamehamehy I (stąd błąd w nazewnictwie). Nadawany był głowom państw lub osobom zasłużonym szlachetną służbą dla królewskiego rodu i królestwa. Podzielony został na trzy klasy:
- I klasa: Kawaler Krzyża Wielkiego (Knight Grand Cross),
- II klasa: Kawaler Komandor (Knight Commander),
- III klasa: Kawaler Towarzysz (Knight Companion)[3].

Liczba nadań była statutowo ograniczona do: I kl. – 10 osób, II kl. – 30 osób, III kl. – 50 osób.
W czasie swojej podróży po świecie w 1881, król Kalākaua nadawał order w nieco innym podziale na klasy łącząc różne insygnia orderowe na sposób europejski:
- I klasa: Krzyż Wielki (Grand Cross) – krzyż na wielkiej wstędze z łańcuchem i gwiazdą,
- II klasa: Krzyż Wielki (Grand Cross) – krzyż na wielkiej wstędze z gwiazdą,
- III klasa: Wysoki Wielki Oficer (High Grand Officer) – gwiazda oraz krzyż na wstędze na szyi,
- IV klasa: Wielki Oficer (Grand Officer) – gwiazda,
- V klasa: Kawaler Komandor (Knight Commander) – krzyż na wstędze na szyi,
- VI klasa: Kawaler Towarzysz (Knight Companion) – krzyż na wstążce z rozetką na piersi,
- VII klasa: Kawaler (Chavelier) – krzyż na wstążce na piersi[5].

Order został zlikwidowany jako odznaczenie państwowe po aneksji tzw. Republiki Hawajów przez Stany Zjednoczone w 1898 i odtąd pełni funkcję orderu domowego hawajskiej dynastii królewskiej.

## Wygląd
Odznaka orderowa w kształcie krzyża maltańskiego, emaliowanego na biało, z okrągłym medalionem środkowym ze stylizowanym monogramem Kamehamehy K na białym tle, otoczoną granatowym pierścieniem ze złoconym napisem KAMEHAMEHA I na awersie, a na rewersie dewizą orderu E HOʻOKANAKA (tłum. bądź człowiekiem). Pomiędzy ramionami znajdowały się złote promienie. Ruchoma zawieszka pomiędzy odznaką a wstęgą miała kształt hawajskiej korony. Krzyż, promienie pomiędzy ramionami oraz korona dla I i II klasy były złote, a srebrne dla III klasy. Gwiazda orderowa dla I klasy była ośmiopromienna z odznaką orderu wewnątrz. Wstęga orderowa była czerwona z białymi krawędziami dla I klasy, a dla pozostałych klas – biała z czterema czerwonymi paskami.
Krzyż Wielki mógł zostać nadany także w wersji z łańcuchem (nadano tylko dwukrotnie) lub brylantami (na ramionach krzyża).

## Odznaczeni
Łącznie Krzyżem Wielkim odznaczono 11 obywateli Hawajów i 29 obcokrajowców, m.in.:
- 1865: bawarski król Ludwik II Wittelsbach
- 1865: austriacki cesarz Franciszek Józef I Habsburg
- 1865: włoski król Wiktor Emanuel II Sabaudzki
- 1865: saski-kobursko-gotajski książę Alfred Koburg
- 1876: niemiecki cesarz Wilhelm I Hohenzollern
- 1878: włoski król Humbert I Sabaudzki
- 1881: rosyjski cesarz Aleksander III Romanow
- 1881: japoński cesarz Mutsuhito Meiji (z łańcuchem)
- 1881: japoński książę Takehito Arisugawa
- 1881: japoński książę Higashifushimi Yorihito
- 1881: japoński książę Fushimi Sadanaru
- 1881: japoński książę Kitashirakawa Satonari
- 1881: syjamski król Chulalongkorn
- 1881: turecki sułtan Abdülhamid II
- 1881: brytyjska królowa Wiktoria Hanowerska (z łańcuchem)
- 1881: belgijski król Albert I Koburg
- 1881: szwedzki książę Oskar Bernadotte
- 1881: hiszpański król Alfons XII Burbon
- 1881: portugalski król Ludwik I Bragança
- 1881: książę Oranii Aleksander Oranje-Nassau
- 1882: chiński cesarz Guangxu
- 1882: rumuński król Karol I Hohenzollern-Sigmaringen
- 1883: serbski król Milan I Obrenowić